# Trevor Peters
Trevor Peters (* 1943 in Neuseeland) ist ein deutscher Filmregisseur und Drehbuchautor.

## Leben
Trevor Peters wuchs in Neuseeland auf, studierte Philosophie und arbeitete als Dozent an der Victoria Universität in Wellington. 1967 zog er nach London und arbeitete als Regisseur und Redakteur im Bildungs- und Dokumentarfilmbereich des britischen Fernsehsenders BBC. 1973 zog Trevor Peters nach Hamburg, wo er als Filmemacher und Dozent lebt und für das deutsche Fernsehen arbeitet. Er unterrichtete unter anderem an der Bauhaus-Universität Weimar und leitete das FilmKunstFest in Schwerin. In seinen Dokumentarfilmen widmete sich Trevor Peters vorwiegend den Themen Ostdeutschlands. Er selbst nennt seinen filmischen Stil Erzählungen aus dem Leben.
2006 erlebte Trevor Peters eine Aufführung des autobiographischen Tanztheaterstücks Zeit - tanzen seit 1927 von Heike Hennig & Co in der Oper Leipzig. In dem Tanztheater erzählen und tanzen die ehemaligen Mitglieder des Leipziger Balletts Ursula Cain, Christa Franze, Siegfried Prölß und Horst Dittmann ihre Lebensgeschichte. Trevor Peters war von dem Tanztheater der Generationen der Leipziger Regisseurin und Choreografin Heike Hennig so begeistert, dass er gleich mit der Vorbereitung zu seinem Film begann und die letzte Aufführung der Spielzeit 2006 aufzeichnen ließ. Nachdem die Finanzierung gesichert war, konnte 2007 die Filmproduktion im Auftrag von ZDF und ARTE abgeschlossen werden. Zur Uraufführung des Tanzfilms unter dem Titel Tanz mit der Zeit im größten Leipziger Kino feierte der Film einen überwältigenden Publikumserfolg, sodass im Anschluss der Kinoaufführung während der 50. DOK Leipzig ein Kinoverleiher die Kino- und DVD-Auswertung verkündete.
2008 wurde der Kinostart in der Oper Leipzig mit Berichten bis in die Tagesthemen begleitet. Unter dem gleichnamigen Titel erschien 2008 das Buch von der Autorin Marion Appelt mit Vorwort von Renate Schmidt und zahlreichen Tanzfotos von Siegfried Prölß und Friedrich U. Minkus.
Als Kinofilm lief Tanz mit der Zeit auf internationalen Festivals, so mit Unterstützung des Ballet British Columbia zur Nordamerika Premiere als Dancing with Time 2008 in Vancouver. Am 12. Dezember 2009 erfolgte die Erstausstrahlung des Films im europäischen Fernsehen auch unter dem französischen Titel Danse avec le temps.
Der Dokumentarfilm Tanz mit der Zeit ist Trevor Peters erfolgreichster Film.

## Filmografie
- 1978 / 1987 / 1998:  Altenwerder (Langzeitbeobachtung)
- 1980: Der zweite Abschied (1. Einladung aus Deutschland, 2. Zu Gast in der Heimatstadt (als Einteiler 1981))
- 1983: Keine Übung
- 1984: Drehen, nicht Wenden
- 1984: Der Gefangene
- 1990–1992: Das Capitol, irgendwann ist Schluß
- 1994: Die Kinder von Wendorf
- 1995: Der Rosinenberg
- 1998: Nach der Eiszeit
- 1998: Abschied von Altenwerder - Ein Dorf weicht dem Hafen
- 2001: Nah an Polen, doch weit weg
- 2005: Der Zeit ein Gesicht geben
- 2007: Tanz mit der Zeit
- 2017: Der Sohn (Drehbuch; TV-Film, fiktional)